# Amsacta senegalensis
Amsacta senegalensis är en fjärilsart som beskrevs av Rothschild 1933. Amsacta senegalensis ingår i släktet Amsacta och familjen björnspinnare. Inga underarter finns listade i Catalogue of Life.